# ダニー・ケント
ダニー・ケント ( Danny Kent, 1993年11月25日 - ) は、イギリスのオートバイレーサー。イングランド・ウィルトシャー州のチッペンハム出身。ロードレース世界選手権Moto3クラス2015年チャンピオン。

## 経歴
2001年よりミニバイクレースを始め、2007年にはアプリリアの公道用市販車、RS125を使用した選手権「スーパーティーンズ」でランキング2位を記録した。
2008年には若手ライダー育成プログラム「レッドブルMotoGPアカデミー」の支援を受けてスペインロードレース選手権(CEV)125ccクラスに参戦、年間ランキング9位を記録した。2009年はロードレース世界選手権のサポートレースである「レッドブルMotoGPルーキーズカップ」にエントリー、開幕戦ヘレスのレース2で初勝利を挙げ、年間ランキングでは4位を記録した。
2010年もルーキーズカップに継続参戦、ケントは最終戦までチャンピオン争いを展開したものの、アメリカのヤコブ・ガニエに6ポイント差で競り負けてランキング2位に終わった。またこの年のロードレース世界選手権第5戦イギリスGP125ccクラスにはワイルドカード枠で出場、グランプリデビューを果たした。そして第14戦日本GP以降の終盤5戦にはランブレッタチームからエントリー。マシンパフォーマンスが低かったこともありポイント獲得は果たせなかったが、第16戦オーストラリアGPの金曜朝のフリープラクティス（ウェットコンディション）で3位を記録、最終戦バレンシアGPでの決勝では一時ポイント圏内を走行する等、時折光る走りを見せた。
2011年シーズン、ケントはアジョ・モータースポーツが新たに立ち上げたジュニアチームから、ジョナス・フォルガーをチームメイトにカスタマー仕様のアプリリア・RSW125を駆り、ロードレース世界選手権125ccクラスにフル参戦デビューを果たす。

## ロードレース世界選手権 戦績
| シーズン | クラス | チーム                                          | メーカー            | マシン     | 出走 | 優勝 | 表彰台 | PP | FL | ポイント | シリーズ順位 |
| -------- | ------ | ----------------------------------------------- | ------------------- | ---------- | ---- | ---- | ------ | -- | -- | -------- | ------------ |
| 2010年   | 125cc  | Aztec Grand Prix ランブレッタ・レパルト・コルセ | ホンダ ランブレッタ | RS125R 125 | 6    | 0    | 0      | 0  | 0  | 0        | -            |
| 2011年   | 125cc  | レッドブル・アジョ・モータースポーツ            | アプリリア          | RSW125     |      |      |        |    |    |          |              |
| 合計     |        |                                                 |                     |            | 6    | 0    | 0      | 0  | 0  | 0        |              |